# Krabbenbuizerd
De krabbenbuizerd (Buteogallus aequinoctialis) is een roofvogel uit de familie van de Accipitridae (havikachtigen).

## Verspreiding en leefgebied
Deze soort komt voor van de Venezolaanse tot de noordoostelijke Braziliaanse kust en voedt zich voornamelijk met krabben.

## Status
De grootte van de populatie is in 2001 geschat op enkele duizenden vogels en aangenomen wordt dat dit aantal afneemt. Op de Rode lijst van de IUCN heeft deze soort de status gevoelig.